# پودورابیه
پودورابیه (به لهستانی:  Podorabie) یک روستا در لهستان است که در گمینا چرمخا واقع شده‌است.